# Francis Seymour (5e duc de Somerset)
Pour les articles homonymes, voir Seymour et Seymour (patronyme).
Francis Seymour, 5e duc de Somerset (17 janvier 1658 – 20 avril 1678), connu en tant que 3e baron Seymour de Trowbridge entre 1665 et 1675, est un pair anglais.
Il est le fils de Charles Seymour (2e baron Seymour de Trowbridge) et Elizabeth Alington (1635-1692). Il est mort à 20 ans, célibataire et sans enfant, ayant été abattu par Horatio Botti (un génois), dont Seymour aurait insulté la femme à Lerici. Il est remplacé par son frère Charles Seymour.